# DDR2 (белок)
DDR2 (англ. discoidin domain receptor tyrosine kinase 2; CD167b, КФ 2.7.10.1) — мембранный белок, фермент из надсемейства рецепторных тирозинкиназ, продукт гена DDR2.
DDR2 входит в группу рецепторов, которые содержат домен, гомологичный белку дискоидин 1 из Dictyostelium discoideum. Рецептор коллагена внеклеточного матрикса.

## Функции
Рецепторная тирозинкиназа DDR2 функционирует как поверхностный рецептор фибриллярного коллагена, регулирует клеточную дифференцировку, ремоделирование внеклеточного матрикса, клеточную миграцию и пролиферацию. Необходима для нормального развития костной ткани. Регулирует дифференцировку остеобластов и миграцию хондроцитов через сигнальный путь с участием MAP-киназ, который активирует фактор транскрипции RUNX2. Регулирует перестройку внеклеточного матрикса, опосредованного коллагеназами MMP1, MMP2 и MMP13, что облегчает клеточную миграцию, а также инвазивность опухолевых клеток. Участвует в заживлении ран кожных покровов, ускоряя миграцию и пролиферацию фибробластов.

## Структура
DDR2 — крупный белок, состоит из 834 аминокислоты, молекулярная масса белковой части — 96,7 кДа. N-концевой участок (378 аминокислот) является внеклеточным, далее расположен единственный трансмембранный фрагмент и внутриклеточный фрагмент (434 аминокислоты). Внеклеточный фрагмент включает до 4 участков N-гликозилирования. Цитозольный участок включает протеинкиназный домен, участок связывания с АТФ, 2 фосфорилируемых серинов и от 3 до 4 фосфорилируемых Src или аутокатализом тирозинов.

## Взаимодействия
Активированный DDR2 взаимодействует с адаптерным белком SHC1.

## Каталитическая активность
Внутриклеточный протеинкиназный домен фосфорилирует собственные остатки тирозина, перенося фосфатную группу с АТФ на гидроксильную группу аминокислоты. Фермент находится в неактивном состоянии без взаимодействия с коллагенами и фосфорилирования киназой SRC, которые необходимы для активации каталитической активности DDR2.

## Тканевая специфичность
Экспрессирован на остеоцитах, остеобластах, костных клетках. Высокий уровень белка наблюдается в сердце, лёгких, низкий — в мозге, плаценте, печени, скелетных мышцах, поджелудочной железе и почках.